# Francisco Gómez (El Salvador)
Francisco Gómez (Cartago, Costa Rica, 5 de agosto de 1796-Guatemala, 1838) fue un militar y abogado salvadoreño que gobernó la República de El Salvador en calidad de Consejero del 15 de noviembre de 1835 al 1 de febrero de 1836. Fue hijo del español José Luis Gómez de Altamirano y Gazo y Bartola de Elizondo.

## Carrera política y militar
El coronel y lic. Gómez arribó a El Salvador en su infancia y vivió bajo la custodia de la familia Rodríguez de la localidad de Metapán. En Guatemala estudió leyes y obtuvo la licenciatura. Habiendo acumulado una fortuna regular, se casó con Catalina Rodríguez en la misma ciudad adonde se radicó por varios años y residió junto a su padre viudo y anciano a quien trasladó desde Costa Rica. Gómez formaba parte del ayuntamiento de esta ciudad cuando ocurrió en San Salvador el primer movimiento independentista de la cual se posicionó en contra como los demás miembros de la municipalidad, pero sus secretas simpatías estuvieron siempre a favor de la independencia.
Posteriormente se trasladó a San Salvador de cuyo ayuntamiento fue regidor y redactó las "Instrucciones", documento de ideas liberales. Al proclamarse la Independencia, apoyó la causa patriótica y las hostilidades contra el Primer Imperio Mexicano (1822-1823) que pretendía absorber la provincia sansalvadoreña. En acciones de armas alcanzó el grado de capitán.
Fue elegido diputado de la legislatura de 1826 y después volvió a prestar servicios en el Ejército del Estado cuando El Salvador y Honduras desconocían a las supremas autoridades Federales. Llegó a ser uno de los oficiales de confianza del General Francisco Morazán a cuyas órdenes sirvió.
Junto a Timoteo Menéndez, presentó en Izalco, el 10 de octubre de 1827, al Presidente Manuel José Arce y Fagoaga las proposiciones de Paz de El Salvador. Fue impuesto como Gobernante de este país por el General Francisco Morazán, después de deponer al Gobernante licenciado y coronel Nicolás Espinoza. Entregó el mando supremo el 1 de febrero de 1836 al señor Diego Vigil. El coronel y licenciado Francisco Gómez murió asesinado en Guatemala, en mayo de 1838.